# Жиба
Жилберто Амаури де Годой Фильо (на португалски: Gilberto Amauri de Godoy Filho), по-известен като Жиба, е бразилски волейболист.  

## Биография
Роден е на 23 декември 1976 в Лондрина, Южна Бразилия. Израства в Куритиба. Състезава се в Пинейрос, Сао Пауло и в националния отбор на Бразилия.
През лятото на 2014 г. Жиба се оттегля от професионалния волейбол на 37-годишна възраст.

## Отличия

### Клубни
Първи места на:
- 1 Италианска купа (2006)
- 1 Бразилски шампионат (2000, 2001)

### Национален отбор
Първи места на:
- 2 Олимпийски игри (2004, 2008-сребро)
- 2 Световно първенство (2002, 2006)
- 2 Световна купа (2003, 2007)
- 7 Световна лига (2001, 2003, 2004, 2005, 2006, 2007, 2009)
- 2 Купа на шампионите (1997, 2005)
- 7 Южноамериканско първенство (1995, 1997, 1999, 2001, 2003, 2005, 2007)
- 1 Панамерикански игри (2007)
- 3 Купа на Америка (1998, 1999, 2001.)

## Индивидуални награди
Най-полезен играч (MVP)
- Олимпийски игри 2004
- Световно първенство по волейбол за мъже 2006
- Световна купа по волейбол за мъже 2007
- Панамерикански игри 2007

## Личен живот
През 2003–2012 г. той е женен за бившата румънско-бразилска международна волейболистка Кристина Пирв. Те имат 2 деца, дъщеря Никол (родена 2004 г.) и син Патрик (роден 2009 г.). През ноември 2012 г. Кристина подава молба за развод. През 2013 г. Жиба започва да се среща с Мария Луиза Даут.
Работи с деца, болни от левкемия. Той е диагностициран с това заболяване, когато е на шест месеца. Жиба е активен в кампанията срещу рака на простатата, а заедно с бившата му съпруга Кристина Пирв се включва в кампания срещу рака на гърдата.
Жиба говори свободно три езика: португалски, английски и италиански.
Той е участвал в рекламни кампании на марки като Нисан,  Воук Италия, Олимпикус и др.
Бразилският олимпийски комитет продуцира документален филм под заглавието Heróis Olímpicos за него. Неговата автобиографична книга, озаглавена Giba Neles! е преведена на два езика: полски и италиански.